# Kotschenjowo
Kotschenjowo (russisch Коченёво) ist eine Siedlung städtischen Typs in der Oblast Nowosibirsk (Russland) mit 16.374 Einwohnern (Stand 14. Oktober 2010).

## Geographie
Die Siedlung liegt etwa 50 Kilometer westlich der Oblasthauptstadt Nowosibirsk am Bach Kamyschenka, der in den linken Ob-Zufluss Tschik mündet.
Kotschenjowo ist Verwaltungszentrum des gleichnamigen Rajons Kotschenjowo.

## Geschichte
An Stelle der heutigen Siedlung existierte bereits seit 1650 das kleine Dorf Kamyschinka (wie der Bach, andere Schreibweise). Ende des 19. Jahrhunderts wurde die Transsibirische Eisenbahn durch den Ort, der nun bereits Kotschenjowo hieß, geführt und auf diesem Abschnitt 1896 eröffnet. Dadurch wuchs die Bedeutung des Ortes erheblich, zumal die an der Strecke nächstgelegene, heutige Millionenstadt Nowosibirsk erst 1893 gegründet worden war.
1960 erhielt der Ort den Status einer Siedlung städtischen Typs.

### Bevölkerungsentwicklung
| Jahr | Einwohner |
| ---- | --------- |
| 1939 | 4.972     |
| 1959 | 9.419     |
| 1970 | 12.058    |
| 1979 | 13.079    |
| 1989 | 15.048    |
| 2002 | 16.510    |
| 2010 | 16.374    |

Anmerkung: Volkszählungsdaten

## Wirtschaft und Infrastruktur
Kotschenjowo ist Zentrum eines Landwirtschaftsgebietes mit verschiedenen Betrieben zur Verarbeitung landwirtschaftlicher Produkte.
Die Siedlung hat eine Station an der Transsibirischen Eisenbahn (Streckenkilometer 3286 ab Moskau). Nördlich an Kotschenjowo führt die Fernstraße M51 von Tscheljabinsk über Omsk nach Nowosibirsk vorbei.

## Persönlichkeiten
- Larissa Maximowa (1943–2025), Mathematische Logikerin und Hochschullehrerin
- Origa (1970–2015), Sängerin